# Espluga de l'Oli d'Ermini
L'Espluga de l'Oli d'Ermini és una cavitat del terme de Conca de Dalt, al Pallars Jussà, dins de l'antic terme d'Hortoneda de la Conca, en territori de l'antic poble de Perauba.
Està situada en el costat de llevant de l'extrem meridional dels Rocs del Comeller, al nord del Pletiu dels Racons i de la Solana del Comelleró.